# هاينز شوتس
هاينز شوتس (بالألمانية: Heinz Schütz)‏ هو لاعب هوكي الحقل ألماني، ولد في 25 فبراير 1926.

## وصلات خارجية
- هاينز شوتس على موقع أوليمبيديا (الإنجليزية)